# Obelja-Gletscher
Der Obelja-Gletscher (bulgarisch ледник Обеля lednik Obelja) ist ein 7,5 km langer und 2,5 km breiter Gletscher im westantarktischen Ellsworthland. Auf der Ostseite des südlichen Teils der Sentinel Range im Ellsworthgebirge fließt er südlich des Remington-Gletschers in den Doyran Heights in südöstlicher Richtung entlang der Südwestflanke des Johnson Spur sowie östlich des Mount Benson und mündet in den Thomas-Gletscher.
Die bulgarische Kommission für Antarktische Geographische Namen benannte ihn 2010 nach der Ortschaft Obelja, inzwischen ein Stadtteil der bulgarischen Hauptstadt Sofia.